# Euphorbia duseimata
Euphorbia duseimata är en törelväxtart som beskrevs av Robert Allen Dyer. Euphorbia duseimata ingår i släktet törlar, och familjen törelväxter. Inga underarter finns listade i Catalogue of Life.